# Red Delicious
Red Delicious è una cultivar (varietà) di mela, creata a partire da un semenzale trovato nella Contea di Madison (Iowa) nel 1880.

## Caratteristiche e coltivazione
Questa varietà di mela ha forma non tondeggiante, buccia colore rosso, polpa farinosa e succosa ed è ricca di fruttosio. È nota anche con il nome Stark Delicious, il nome con il quale veniva chiamata prima del 1914. In Italia è una varietà molto coltivata; specialmente nell'arco alpino, come ad esempio in Valtellina o in Alto Adige.